# لا تتكلم عن الشر
لا تتكلم عن الشر (الإنجليزية: Speak No Evil) هو فيلم رعب نفسي ‏، وفيلم إثارة نفسية ‏ صَدَرَ في 13 سبتمبر 2024، في كندا، وإستونيا، وإسبانيا، وفنلندا، والمملكة المتحدة، وجمهورية أيرلندا، والهند، وآيسلندا، ولاتفيا، والنرويج، وبولندا، ورومانيا، والسويد، وتركيا، وتايوان، والولايات المتحدة، وفيتنام. الفيلم من إنتاج بلمهوس برودكشنز، وتولّت يونيفرسال بيكشرز، ويو آي بي دونا ‏ توزيعه، وهو من إخراج جيمس واتكنز الذي تولّى كتابة السيناريو أيضًا.

## طاقم التمثيل
- جيمس مكافوي
- سكوت مكنيري
- ماكنزي ديفيس
- آيسلينج فرانسيوسي

## الاستقبال

### الميزانية والإيرادات
بلغت ميزانيّة الفيلم 15,000,000 دولار أمريكي.

## وصلات خارجية
- لا تتكلم عن الشر على موقع IMDb (الإنجليزية)
- لا تتكلم عن الشر على موقع ميتاكريتيك (الإنجليزية)
- لا تتكلم عن الشر على موقع روتن توميتوز (الإنجليزية)
- لا تتكلم عن الشر على موقع ألو سيني (الفرنسية)
- لا تتكلم عن الشر على موقع أول موفي (الإنجليزية)
- لا تتكلم عن الشر على موقع فيلمافينيتي (الإسبانية)
- لا تتكلم عن الشر على موقع قاعدة بيانات الأفلام السويدية (السويدية)
- لا تتكلم عن الشر على موقع قاعدة بيانات الفيلم (الإنجليزية)
- لا تتكلم عن الشر على موقع ليتربوكسد (الإنجليزية)
- لا تتكلم عن الشر على موقع كينوبويسك (الروسية)